# Pedro Barbosa
Pedro Barbosa [ˈpedɾu bɐɾˈbɔzɐ] (* 6. August 1970 in Gondomar, Portugal), mit vollem Namen Pedro Alexandre dos Santos Barbosa, ist ein ehemaliger portugiesischer Fußballnationalspieler.

## Leben
Barbosa begann seine Profikarriere bei Vitória Guimarães. 1995 wechselt er zu Sporting Lissabon. Dem Verein blieb er zehn Jahre treu und gewann zwei Meisterschaften und einen Landespokal. 2005 stand er zudem mit dem Klub im Finale des UEFA-Pokals gegen ZSKA Moskau, das Spiel wurde allerdings mit 1:3 verloren. Nach der Saison beendete er seine aktive Laufbahn.
Barbosa war zwischen 1992 und 2002 portugiesischer Nationalspieler. In 22 Länderspielen erzielte er fünf Tore. Er nahm an der Europameisterschaft 1996 und der Weltmeisterschaft 2002 teil.
Nachdem er nach seinem Karriereende zunächst als Experte beim portugiesischen Sender Sport TV tätig war, ist er seit Juli 2006 Sportdirektor bei Sporting.

## Erfolge
- Portugiesischer Meister: 2000, 2002
- Portugiesischer Pokalsieger: 2002

| Personendaten    | Personendaten                                            |
| ---------------- | -------------------------------------------------------- |
| NAME             | Barbosa, Pedro                                           |
| ALTERNATIVNAMEN  | Santos Barbosa, Pedro Alexandre dos (vollständiger Name) |
| KURZBESCHREIBUNG | portugiesischer Fußballnationalspieler                   |
| GEBURTSDATUM     | 6. August 1970                                           |
| GEBURTSORT       | Gondomar, Portugal                                       |